# NGC 810/2
NGC 810/2 је елиптична галаксија у сазвежђу Ован која се налази на NGC листи објеката дубоког неба.
Деклинација објекта је + 13° 15' 4" а ректасцензија 2h 5m 29,4s. Привидна величина (магнитуда) објекта NGC 810 износи 15,5 а фотографска магнитуда 16,5. NGC 8102 је још познат и под ознакама UGC 1583, MCG 2-6-26, CGCG 438-24, double system ?, PGC 3126708.